# APIA Leichhardt Football Club
L'APIA Leichhardt Football Club, nota semplicemente come APIA (acronimo di Associazione Polisportiva Italo-Australiana) è una società calcistica con sede a Sydney, in Australia fondata nel 1954 da immigrati italiani.
Nel corso della sua storia il club ha partecipato a diversi campionati nazionali e regionali: la National Premier League NSW (dal 1957 al 1978 e dal 1993 al 2024) e la National Soccer League (dal 1979 al 1992), vincendo un totale di dodici titoli.
Dal 2025, il club parteciperà alla National Second Division, la nuova seconda serie calcistica australiana.
Il club gioca le sue partite casalinghe al Lambert Park, che si trova a Leichhardt, nella periferia occidentale di Sydney.

## Statistiche e record

### Partecipazione ai campionati
| Livello | Categoria              | Partecipazioni | Debutto | Ultima stagione | Totale |
| ------- | ---------------------- | -------------- | ------- | --------------- | ------ |
| -       | NSW Premier League     | 54             | 1957    | 2024            | 68     |
| -       | National Soccer League | 14             | 1979    | 1992            | 68     |

## Palmarès

### Competizioni nazionali
- Australia Cup: 1

1966
- NSL Cup: 2

1982, 1988
- NSL: 1

1987

### Competizioni regionali
- Ampol Cup: 3

1966, 1971, 1974
- NSW Grand Final: 6

1964, 1965, 1969, 1976, 2002-2003, 2019
- NSW Prwmier League: 7

1964, 1966, 1967, 1975, 2003, 2017, 2023
- Waratah Cup: 5

1962, 1966, 1975, 2013, 2018